# Lactista humilis
Lactista humilis är en insektsart som beskrevs av Morgan Hebard 1932. Lactista humilis ingår i släktet Lactista och familjen gräshoppor. Inga underarter finns listade i Catalogue of Life.